# Șarenska, Smolean
Șarenska (în bulgară Шаренска) este un sat în comuna Madan, regiunea Smolean,  Bulgaria. 

## Demografie
Componența etnică a satului Șarenska
     Bulgari (88,64%)
     Turci (6,55%)
     Nicio identificare (4,8%)
     Altele (0%)
La recensământul din 2011, populația satului Șarenska era de 229 locuitori. Din punct de vedere etnic, majoritatea locuitorilor (88,64%) erau bulgari, cu o minoritate de turci (6,55%). Pentru 4,8% din locuitori nu este cunoscută apartenența etnică.